# Новоцимлянская
Новоцимля́нская — станица в Цимлянском районе Ростовской области.
Административный центр Новоцимлянского сельского поселения.

## География
Станица расположена на двух берегах реки Россошь при впадении последней в Цимлянское водохранилище. Ближайшие населённые пункты — хутора Богатырёв и Ремизов.

## История
Станица существовала ещё в XIX веке. Первоначально носила название «Гугнинская» — от названия народа «гуннов». В 1912 году станица была разделена на две части: на правом берегу реки — Генерал-Ефремовская, а на левом берегу — Баклановская. Названия станиц были даны в честь генерал-лейтенантов И. Е. Ефремова и Я. П. Бакланова. В станице жили преимущественно казаки. На хуторе существовала деревянная Казанская церковь, не сохранилась. Церковь была построена в 1766 году, однопрестольная, с колокольней. В 1873 году храм был перенесён на новое место. В 1848 году был основательно отремонтирован.
После прихода советской власти станица была переименована в Новоцимлянскую по реке Цимле. В 1929 году в станице был организован колхоз. В 1931 году была открыта школа.
В начале 1943 года в районе станицы Новоцимлянской шли ожесточённые бои против немецко-фашистских войск.
В 1950 году, в связи с образованием Цимлянского водохранилища, станица была перемещена на новое место в 10 км от старого. В 1951 году там был образован колхоз имени Орджоникидзе.

## Население
| 2010 |
| ---- |
| 775  |

## Улицы
В станице 17 улиц:
| - Газетный переулок - Декабристов улица - Донская улица - Кооперативная улица - Мира улица - Молодёжная улица | - Набережная улица - Первомайская улица - Пионерская улица - Победы улица - Полевая улица - Речная улица | - Советская улица - Социалистическая улица - Степная улица - Театральная улица - Школьный переулок |

## Инфраструктура
В станице расположена Новоцимлянская участковая больница. Имеется общеобразовательная школа. До райцентра ходит рейсовый автобус.